# Młodzieżowe Indywidualne Mistrzostwa Polski na Żużlu 2003
Młodzieżowe Indywidualne Mistrzostwa Polski na Żużlu 2003 – zawody żużlowe, mające na celu wyłonienie medalistów młodzieżowych indywidualnych mistrzostw Polski w sezonie 2003. Rozegrano dwa turnieje półfinałowe oraz finał, w którym zwyciężył Łukasz Romanek.

## Finał
- Rybnik, 10 lipca 2003
- Sędzia: Ryszard Głód

| Msc. | Zawodnik                | Klub         | Pkt   |              |  |
| ---- | ----------------------- | ------------ | ----- | ------------ |  |
| 1    | Łukasz Romanek          | Rybnik       | 12 +3 | (2,3,1,3,3)  |  |
| 2    | Adrian Miedziński       | Toruń        | 12 +2 | (2,3,3,2,2)  |  |
| 3    | Zbigniew Czerwiński     | Częstochowa  | 12 +w | (3,2,2,2,3)) |  |
| 4    | Jarosław Hampel         | Wrocław      | 11    | (3,2,0,3,3)  |  |
| 5    | Janusz Kołodziej        | Tarnów       | 11    | (3,3,1,2,2)  |  |
| 6    | Krzysztof Kasprzak      | Leszno       | 10    | (0,1,3,3,3)  |  |
| 7    | Rafał Szombierski       | Rybnik       | 9     | (1,3,1,3,1)  |  |
| 8    | Adam Pietraszko         | Częstochowa  | 8     | (1,2,2,1,2)  |  |
| 9    | Robert Miśkowiak        | Piła         | 7     | (3,d,3,w,1)  |  |
| 10   | Marcin Jaguś            | Toruń        | 7     | (2,2,3,w,–)  |  |
| 11   | Marek Cieślewicz        | Gdańsk       | 7     | (1,1,2,1,2)  |  |
| 12   | Mirosław Jabłoński      | Gniezno      | 6     | (2,1,d,2,1)  |  |
| 13   | Artur Bogińczuk         | Wrocław      | 3     | (0,1,2,0,0)  |  |
| 14   | Michał Rajkowski        | Gorzów Wlkp. | 1     | (0,0,0,1,0)  |  |
| 15   | Łukasz Linette          | Gniezno      | 1     | (1,0,d,d,w)  |  |
| 16   | Rafał Kurmański         | Zielona Góra | 0     | (d,d,–,–,–)  |  |
|      | rez. Karol Ząbik        | Toruń        | 2     | (1,1)        |  |
|      | rez. Daniel Jeleniewski | Lublin       | 1     | (1,0)        |  |